# آل دت ریمینز
آل دت ریمینز (به انگلیسی: All That Remains) یک گروه هوی متال آمریکایی از شهر اسپرینگفیلد، ماساچوست است که در سال ۱۹۹۸ تشکیل شد. این گروه تاکنون ۶ آلبوم استودیویی منتشر کرده است. کارهای این گروه تا کنون حدود ۸۰۰٬۰۰۰ نسخه در دنیا فروش رفته است.

## اعضا

### اعضای کنونی
- فیلیپ لیبنت : خواننده  (۱۹۹۸ تا کنون)
- اولی هربرت: گیتار الکتریک  (۱۹۹۸ تا کنون)
- مایک مارتین: گیتار الکتریک  (۲۰۰۴ تا کنون)
- جین سیگان: بیس  (۲۰۰۶ تا کنون)
- جیسون کوستا: درام  (۲۰۰۶ تا کنون)

### اعضای پیشین
- دن اگان: بیس  (۱۹۹۸ تا ۲۰۰۳)
- کریس بارتلت: گیتار الکتریک  (۱۹۹۸ تا ۲۰۰۴)
- مایکل بارتلت: درام  (۱۹۹۸ تا ۲۰۰۶)
- مت دیس: بیس  (۲۰۰۳ تا ۲۰۰۴)
- شانون لوکاس: درام  (۲۰۰۶)